# Doganaccia
La Doganaccia è una frazione del comune di Abetone Cutigliano, in provincia di Pistoia, nell'Appennino Tosco-Emiliano.

## Geografia fisica
È situata sul poggio omonimo, lungo la Cresta dell'Olmo, a 1 547 m s.l.m., sul versante sinistro dell'alta valle del torrente Lima, affluente del fiume Serchio. Tale cresta si distacca verso sud-ovest, quindi in senso ortogonale, dall'alto crinale dell'Appennino Tosco-Emiliano che si dirige da sud-est in direzione nord-ovest e che fa da confine tra le regioni Emilia-Romagna e Toscana, nonché da spartiacque tra i bacini idrografici del torrente Leo, affluente del fiume Panaro, sul versante emiliano, e del suddetto torrente Lima, sul versante toscano.
La Cresta dell'Olmo è delimitata dalle valli parallele del Rio Freddo, a nord-ovest, e della Volata D'Andia, a sud-est.
La Doganaccia si trova subito sotto il passo della Croce Arcana, chiamato nel medioevo Passo dell'Alpe alla Croce e situato sul suddetto alto crinale, a metri 1 737 s.l.m., tra il Monte Spigolino, alto 1 825 metri s.l.m., a sud-est, e la Cima Tauffi, alta 1 799 metri s.l.m., a nord-ovest.
Subito sotto la frazione della Doganaccia vi è il lago San Gualberto.
La frazione della Doganaccia si trova proprio in corrispondenza del limite altimetrico della vegetazione arborea, dove cessa la facies del Fagetum ed inizia quella dei prati-pascoli, dei vaccinieti e delle brughiere di alta quota. Le foreste intorno al paese, oltre ai faggi che rappresentano l'essenza prevalente, annoverano varie specie e varietà arboree ed arbustive, alcune di notevole interesse botanico: abete bianco e rosso, Larice, pino larìcio, abete odoroso, pino mugo, acero di monte, salicone, ontano bianco, maggiociondolo, fior di stecco, sambuco rosso, barba di becco, rosa pendulina, rosa canina, sorbo degli uccellatori, ciliegio selvatico, ginepro, rododendro.  Questa specie e varietà vegetali sono le stesse che si ritrovano nel vicino Orto botanico forestale dell'Abetone.
Alla Doganaccia si accede dalla strada lunga 12 km che giunge dal paese di Cutigliano e che attraversa la frazione Il Melo. Con veicoli fuoristrada si può proseguire fino al Passo della Croce Arcana e continuare fino ad Ospitale ed oltre, sul versante emiliano.

## Storia
Nel 1959 furono inaugurati il rifugio omonimo e l'impianto funiviario per portare i capi di bestiame bovino ed ovino all'alpeggio nella bella stagione. Dopo pochi anni l'impianto fu adibito al solo trasporto delle persone e due moderne cabine piuttosto ampie presero il posto delle gabbie per gli animali.
Furono quindi aperte delle piste di sci, alpino e nordico, servite da impianti di risalita a fune, vari skilift ed un'altra funivia che dal rifugio della Doganaccia porta fino al Passo della Croce Arcana a 1737 metri s.l.m. Vicino al rifugio venne poi costruita una chiesetta e progressivamente si formò un piccolo borgo costituito da numerose villette sparse nel bosco di faggi.
Il Passo della Croce Arcana veniva utilizzato nel medioevo, fino dall'epoca dei longobardi, con il nome di '’Passo dell'Alpe alla Croce'’, per valicare l'Appennino Tosco-Emiliano e transitare dalla Toscana verso l'Emilia e viceversa. Questo fatto spiega la presenza di ospizi condotti dai Cavalieri Templari o dagli Ospitalieri prima e dopo il Passo stesso: sul versante emiliano, la struttura ricettiva ivi esistente conferì il nome al paese di Ospitale; sul versante toscano, i Cavalieri Templari costruirono la magione della Croce Brandegliana, dove attualmente si trova la chiesa del paese di Prunetta.
Vi è infine da ricordare che nel 1979 il Comune di San Marcello Pistoiese cedette al Comune di Cutigliano proprio il Poggio della Doganaccia dove sorge la frazione omonima.

## Economia
L'economia della Doganaccia è basata prevalentemente sul turismo che ha carattere bistagionale: d'inverno vi si praticano lo sci alpino, di fondo e lo snowboard, nonché lo sci alpinismo e le passeggiate su neve fresca con le ciaspole; d'estate la località è considerata una base ideale per effettuare escursioni sulla montagna pistoiese, bolognese e modenese, a piedi, a cavallo o con la mountain bike e godere delle strutture di intrattenimento locali come il parco avventura e la pista
di bob estivo che corre su binari. Le vicine mete di grande interesse sono molteplici: Capanno Tassoni e paese di Ospitale, Cima Tauffi, Libro Aperto, Monte Cimone, Monte Spigolino, Lago Scaffaiolo, Monte Cupolino, Corno alle Scale. Inoltre si può esercitare lo sport della pesca ed il birdwatching; nei pressi della Doganaccia sono possibili lanci con il deltaplano o con il parapendio. 
Fiorente è anche la raccolta dei funghi eduli, dei mirtilli, delle more, dei lamponi e delle fragole nei boschi e nelle brughiere e vaccinieti intorno alla Doganaccia.
Un'altra risorsa economica della zona è rappresentata dalla silvicoltura, grazie alle estese faggete, quasi tutte demaniali, che contornano il Poggio della Doganaccia e l'omonimo paese. Infine, nei vastissimi prati-pascoli dell'area viene fatto pascolare d'estate sia il bestiame bovino che ovino.
Dal paese e dai suoi dintorni si gode un vasto panorama su tutta l'alta valle della Lima e su buona parte della montagna pistoiese.
Ma un panorama ancora più superbo sia verso la Toscana che l'Emilia è quello che si ammira dal Passo della Croce Arcana.